# Peder Pedersen
Peder Pedersen (Nørre Nærå, 3 novembre 1945 – 9 gennaio 2015) è stato un pistard e dirigente sportivo danese, campione olimpico a Città del Messico 1968 nell'inseguimento a squadre.

## Biografia
Partecipò a tre edizioni dei Giochi olimpici. A Tokyo 1964 gareggiò nella velocità non andando oltre il secondo turno eliminatorio. Nella medesima specialità ottenne lo stesso risultato anche quattro anni dopo, ma si rifece vincendo l'oro nell'inseguimento a squadre, peraltro gareggiando solo nella semifinale. Nell'edizione di Monaco di Baviera 1972 fu portabandiera per il suo paese e gareggiò nuovamente nella velocità, dove fu eliminato negli ottavi di finale.
Terminata l'attività agonistica fu per 15 anni allenatore della nazionale danese e dal 1991 al 2005 divenne presidente dell'Unione Ciclistica Danese. Dal 1993 al 1997 fu anche membro della giunta dell'Unione Ciclistica Internazionale.

## Palmarès
| Anno | Manifestazione  | Sede              | Evento                 | Risultato        | Prestazione | Note  |
| ---- | --------------- | ----------------- | ---------------------- | ---------------- | ----------- | ----- |
| 1964 | Giochi olimpici | Tokyo             | Velocità               | 2º turno         |             | [ 1 ] |
| 1968 | Giochi olimpici | Città del Messico | Velocità               | 2º turno         |             | [ 2 ] |
| 1968 | Giochi olimpici | Città del Messico | Inseguimento a squadre | Oro              |             | [ 3 ] |
| 1972 | Giochi olimpici | Monaco            | Velocità               | Ottavi di finale |             | [ 4 ] |